# Carnoux-en-Provence
Carnoux-en-Provence ist ein südostfranzösischer Ort und eine Gemeinde mit 6872 Einwohnern (Stand 1. Januar 2022) im Département Bouches-du-Rhône in der Region Provence-Alpes-Côte d’Azur; sie gehört zum Arrondissement Marseille und zum Kanton La Ciotat.

## Lage und Klima
Carnoux-en-Provence liegt zwischen Cassis und Aubagne ca. 25 km (Fahrtstrecke) östlich von Marseille in einer Höhe von etwa 250 m. Das Klima ist mediterran; Regen (ca. 700 mm/Jahr) fällt überwiegend im Winterhalbjahr.

## Bevölkerungsentwicklung
| Jahr                       | 1800 | 1851 | 1901 | 1975 | 1999 | 2021 |
| Einwohner                  | --   | --   | --   | 3120 | 7042 | 6747 |
| Quellen: Cassini und INSEE |      |      |      |      |      |      |

## Wirtschaft
Die Kleinstadt lebt im Wesentlichen vom Urlaubstourismus, d. h. von der Vermietung von Hotelzimmern und Ferienwohnungen.

## Geschichte
Die Siedlung Carnoux-en-Provence wurde im Jahr 1957 von zwei französischen Rückkehrern aus Marokko namens Prophète und Cabanieu gegründet; sie gekörte ursprünglich zur nur etwa 2 km entfernten Gemeinde Roquefort-la-Bédoule. Ihre Coopérative Immobilière Française (CIF) kaufte und überbaute das meist naturbelassene Land unweit des Meeres, das zu Carnoux und Mussuguet gehörte und etwa 270 Hektar umfasste, die hauptsächlich dem Weinbau dienten. Noch 1959 lebten nur etwa zehn Personen in der Ansiedlung.
Der Zuzug von Pied-noirs aus Algerien im Zuge des Algerienkriegs ließ ab 1962 den Ort wachsen. Die erste Schule wurde in einer Garage eingerichtet. Die Leitung der Siedlung übernahmen Melchior Calandra (Lehrer aus Algerien), Paul Bonan (Anwalt aus Tunesien), André Laforest (Bauunternehmer aus Marokko), Adophe Faure (Lehrer aus Marokko) und Ignace Heinrich (Sportler aus Marokko). Im Jahr 1966 wurde Carnoux-en-Provence aus dem Gemeindegebiet von Roquefort-la-Bédoule ausgegliedert und zu einer selbständigen Gemeinde erhoben.

## Sehenswürdigkeiten
- Kirche Notre-Dame d’Afrique (1971)[2]
- Veranstaltungszentrum Artéa[2]